# Brucellaceae
Brucellaceae je porodica bakterija iz reda Rhizobales. 